# Фунгус
Фу́нгус (Генеральська, Грибна; мальт. tal-Ġeneral) — скеля у Середземному морі, входить до Мальтійського архіпелагу та є територією держави Мальта. Адміністративно належить до муніципалітету Сан-Лауренс.
Скеля розташована при вході до бухти Дуейра на заході острова Гоцо. Від берега відокремлена 50-метровою протокою. Поверхня острова пласка, вкрита рослинністю. Назва острова походить від дивної рослини, яка схожа за своїм виглядом на гриб (fungus).
Генерал Мальтійського ордену відкрив на скелі дивну рослину, яку переплутав із грибом — Cynomorium coccineum. Як вважали тодішні лікарі, він мав неабиякі лікарські властивості, лицарі використовували його як засіб для зупинення кровотечі та як ліки при дизентерії. Рослинна вважалась настільки цінною, що її дарували високоповажним гостям Мальти. Великий магістр Мануель Пінту де Фонсека 1746 року заборонив відвідувати скелю, встановив постійну охорону та спорудив канатну дорогу між скелею та островом. Пізніше стало відомо, що рослина немає аніяких лікарських властивостей. На сьогодні скеля є природним заказником, але прибережна зона відкрита для туристів.

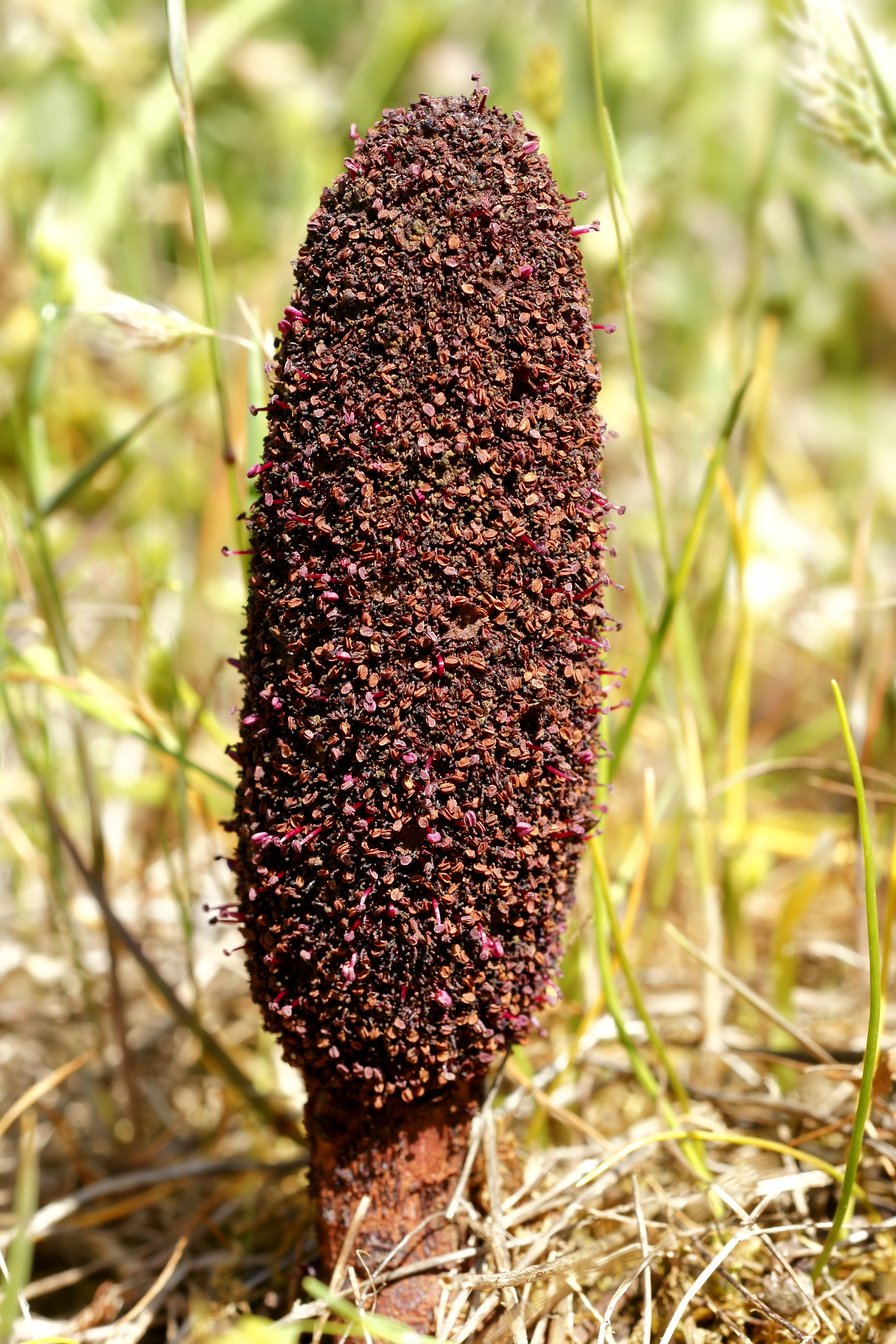
Та сама рослина-гриб
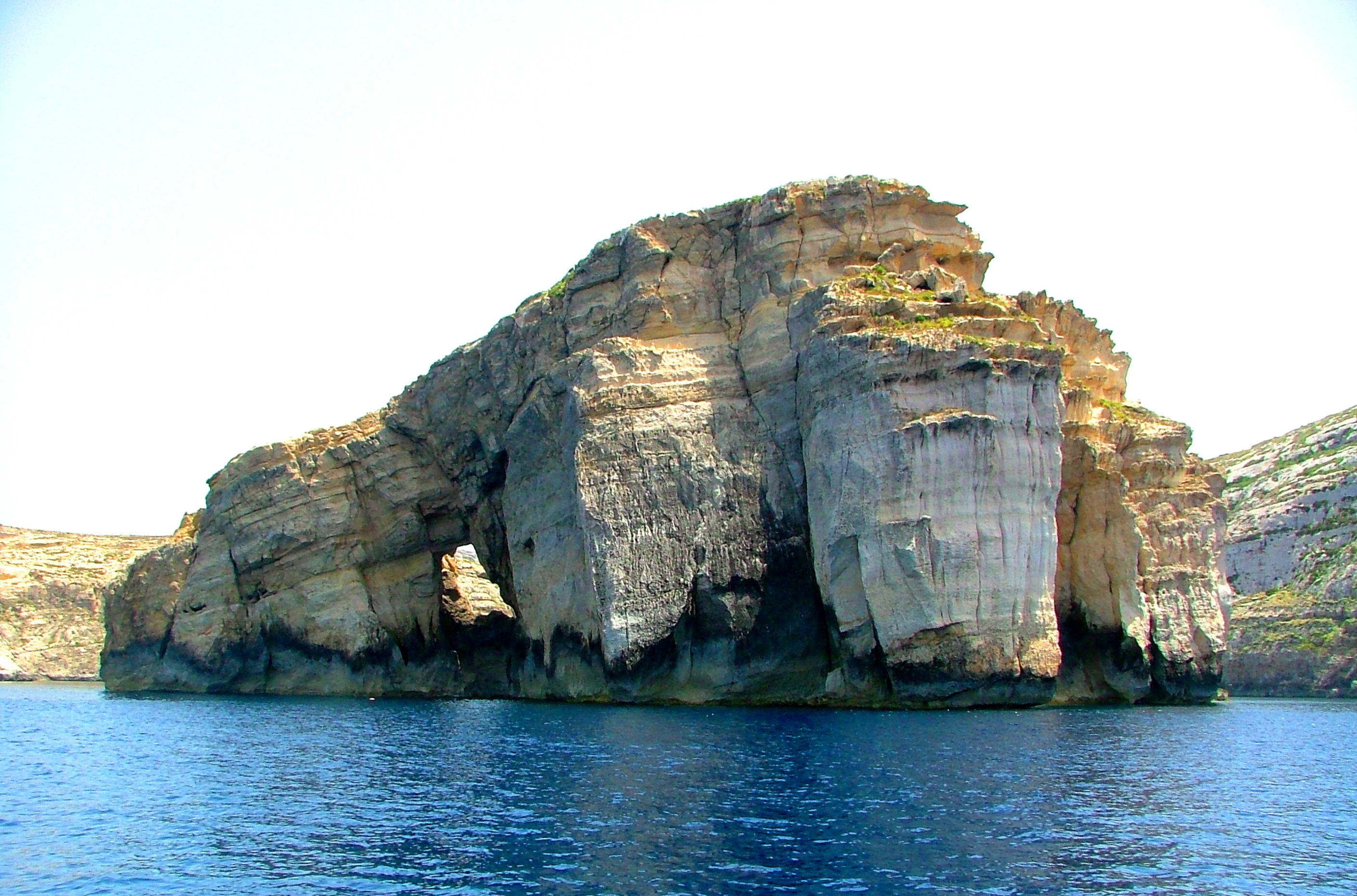
Вигляд з моря
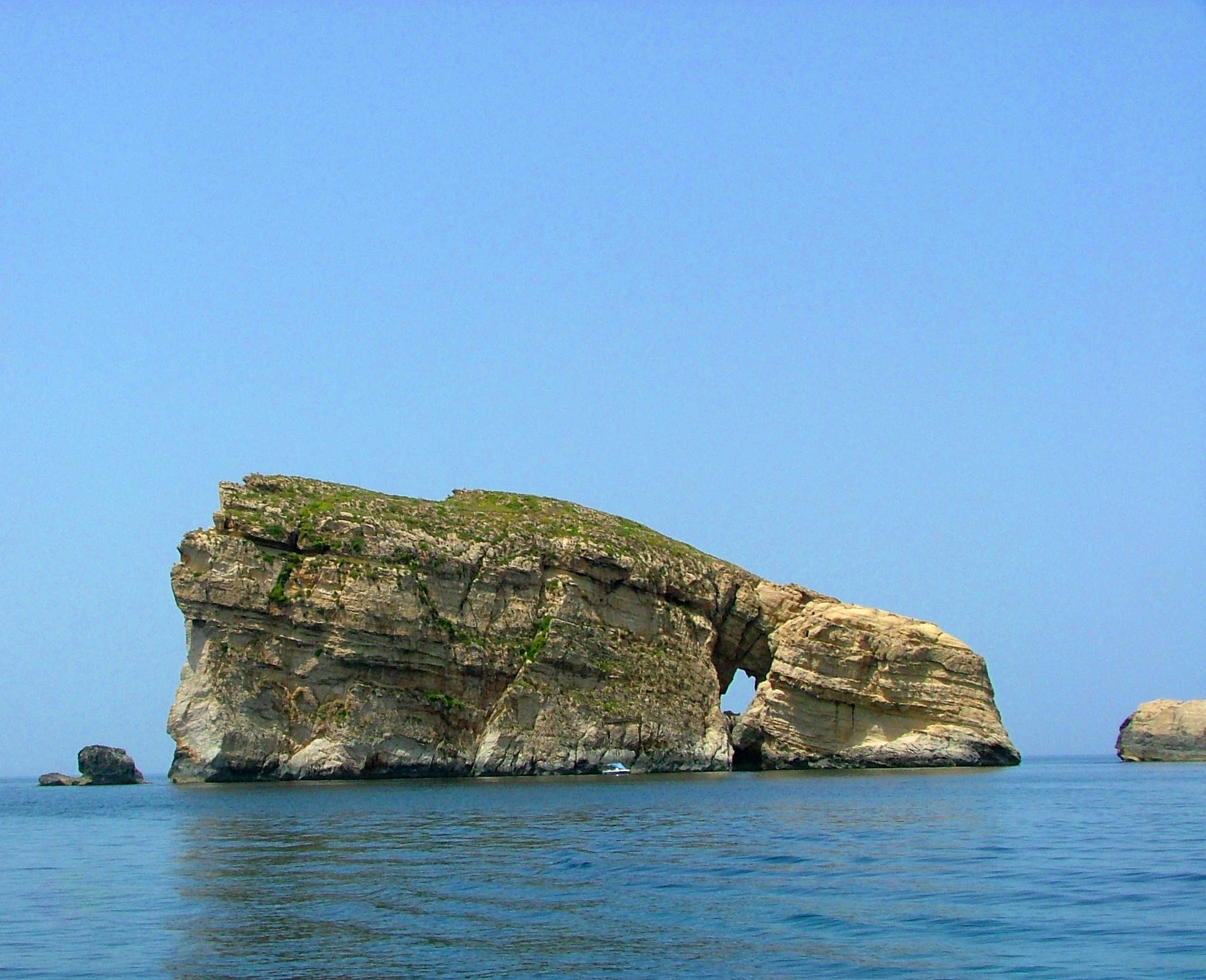
Вигляд з півдня